# Brateș
Brates là một xã thuộc hạt Covasna, România. Dân số thời điểm năm 2002 là 1548 người.